# 暗算カードバトル メキメキモンスターズ
暗算カードバトル メキメキモンスターズ（あんざんカードバトル メキメキモンスターズ）はソースネクストから発売された算数学習用教育ソフトウェアのシリーズである。
四則演算を暗算で行う能力の習得を目的としており、これにカードゲームの要素を取り入れている。「メキモン」と呼ばれるモンスターが描かれたカードを用いてライバルと対戦し、練習を行うことで新たなカードを手に入れたりカードの能力を強化したりすることができる。
シリーズ作品は、1桁から3桁までの計算を扱う『暗算カードバトル メキメキモンスターズ 英雄伝説』と、3桁から4桁までの計算を扱う『暗算カードバトル メキメキモンスターズ2 超獣伝説』の2種類がある。